# 纳巴格拉姆乔隆伊
纳巴格拉姆乔隆伊（Nabagram Colony），是印度西孟加拉邦Hugli县的一个城镇。总人口31923（2001年）。

## 人口
该地2001年总人口31923人，其中男性16593人，女性15330人；0—6岁人口2726人，其中男1425人，女1301人；识字率84.57%，其中男性为87.63%，女性为81.26%。